# Nosticova zahrada
Nosticova zahrada je malá zahrada u Maltézského náměstí, v sousedství Kampy na Praze 1. Společně s Nostickým palácem je chráněna jako kulturní památka České republiky.

## Historie
Tuto zahradu založil hrabě František Antonín Nostic. Pozemky koupil jeho otec František Václav už roku 1765. Ví se, že rod Nosticů vlastnil zahradu téměř dvě stě let. Zahradní domek (původně koželužna) čp. 501 a kousek zahrady propůjčil Jan Bedřich Nostic svému učiteli Josefu Dobrovskému, který zde žil v letech 1798 až 1803. Spoluautorem návrhu zahrady je Camillo Schneider, spoluautor zámeckého parku v Průhonicích.
Zahrada byla založena původně na obou březích Čertovky. Obě části zahrady byly spolu spojeny dřevěným můstkem. V současné době je zahrada jen na západním břehu potoka na 0,5 ha velkém obdélném území, východní část byla přičleněna k parku na Kampě. Zahrada je tvořena upraveným trávníkem s jednotlivě vysázenými stromy. Po obvodu rostou keře a skupiny stromů.

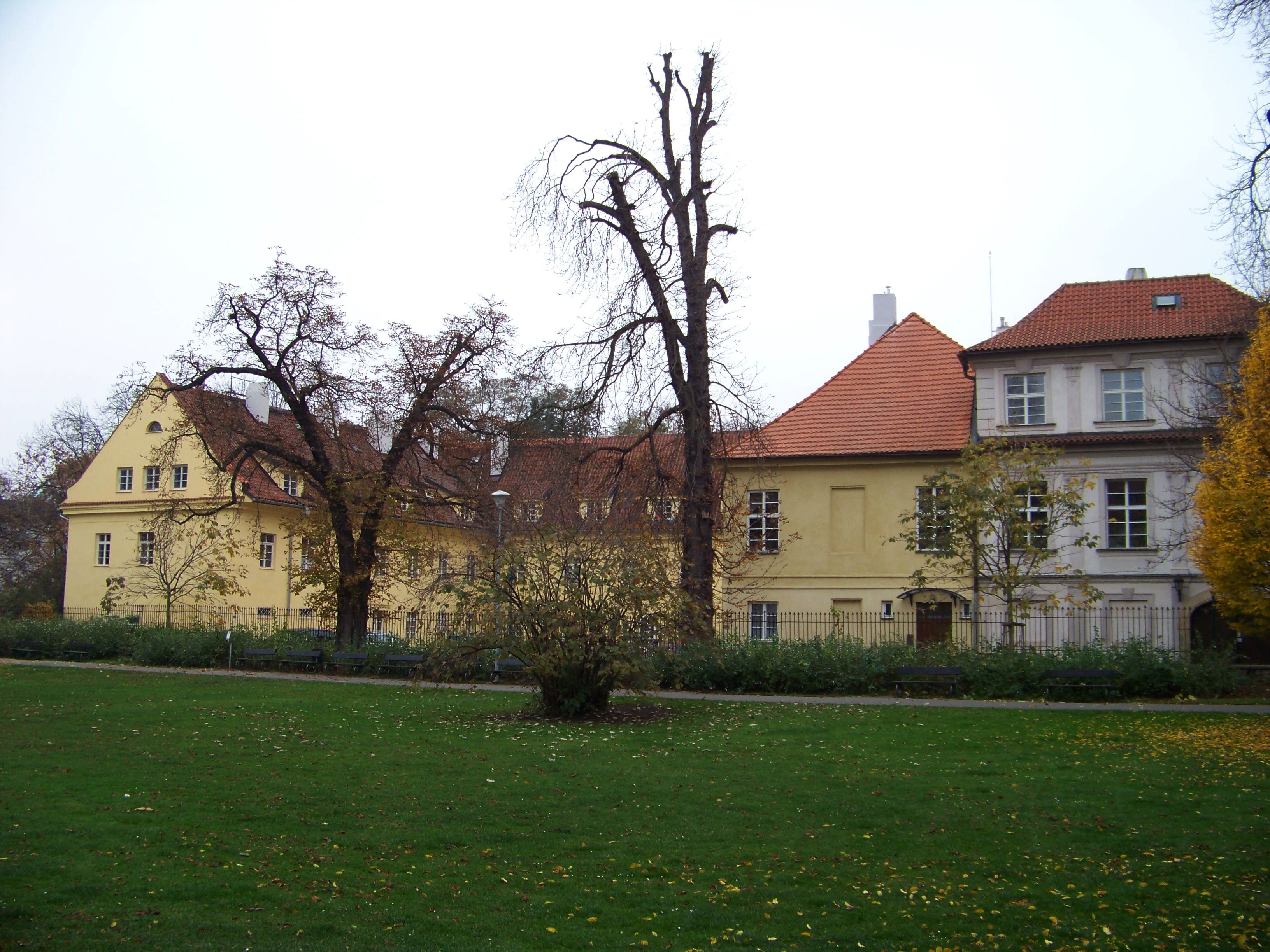
Jižní strana zahrady

## Současnost
Nosticova zahrada je s parkem na Kampě spojena můstkem přes Čertovku. Stejně jako Kampa se nachází v nadmořské výšce 190 m n. m. Zahrada je volně přístupná a je využívána především jako průchozí mezi náměstím Na Kampě a Karmelitskou ulicí. Dá se tudy dojít až na zahrady Petřína. Po jejím obvodu je rozmístěno několik laviček určených k relaxaci. Z můstku přes Čertovku je vidět mlýnský náhon Čertovka i dřevěné kolo známé z Pražských pohlednic. Na zahradě je umístěna socha – akt ženy Dívka s amforou. Zobrazuje postavu štíhlé ženy, která sedí na kameni a na rameni drží amforu. Socha je zhotovena z mramoru. Autorem je Jaroslav Horejc, 1960.

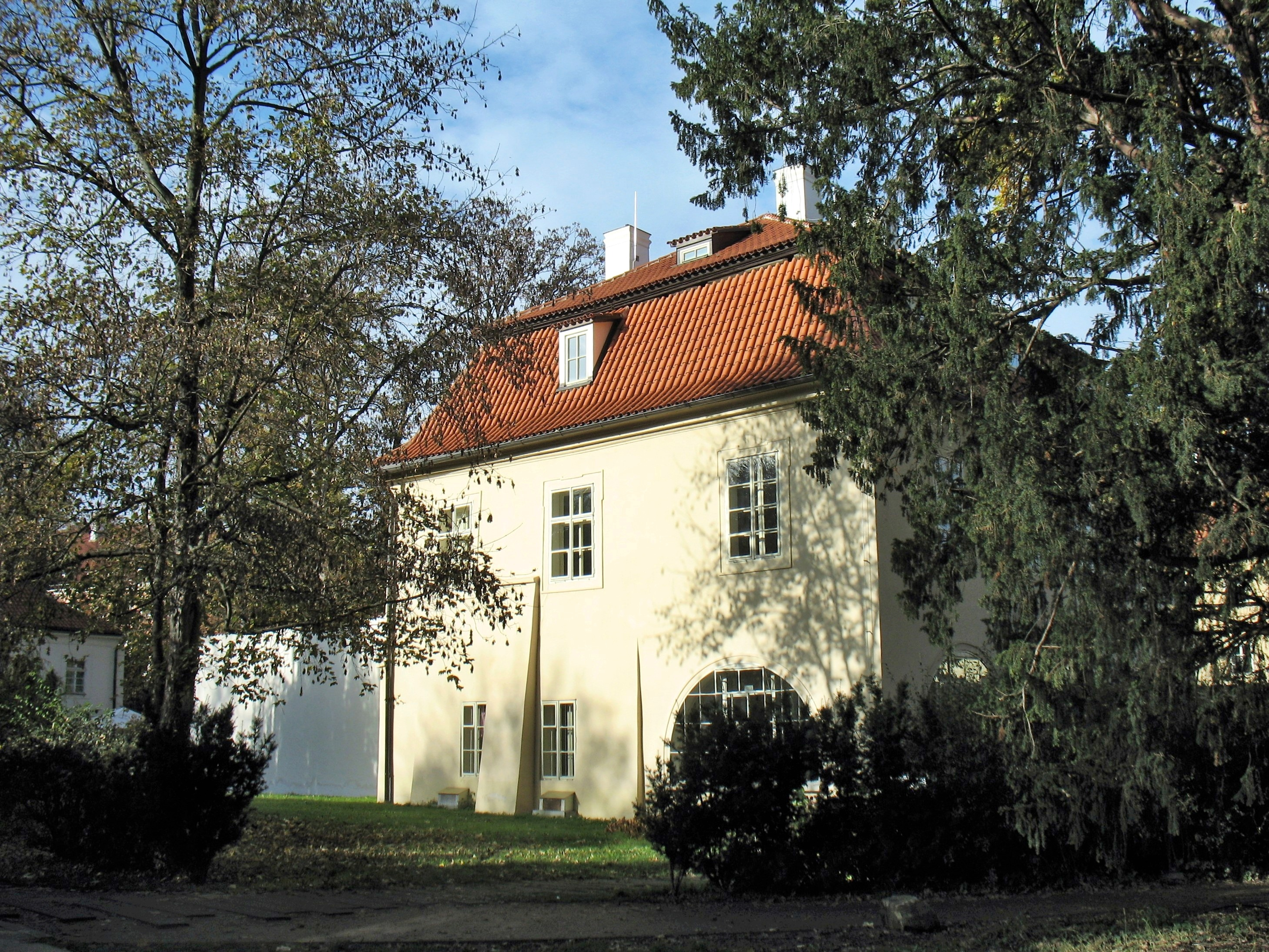
Werichova vila na okraji parku

Vzrostlý javor z první republiky, který byl 10. března 2010 nečekaně pokácen v Nosticově zahradě na Malé Kampě, uvnitř hnil. Malostranským novinám to potvrdili odborníci, kteří prozkoumali pařez.
Za můstkem, v části Kampy, která dříve patřila k Nosticově zahradě, stojí zmíněný Dobrovského domek. Pamětní desky a busty kolem domu sdělují, že tu také žil historik Zdeněk Wirth, Jan Werich a Vladimír Holan.

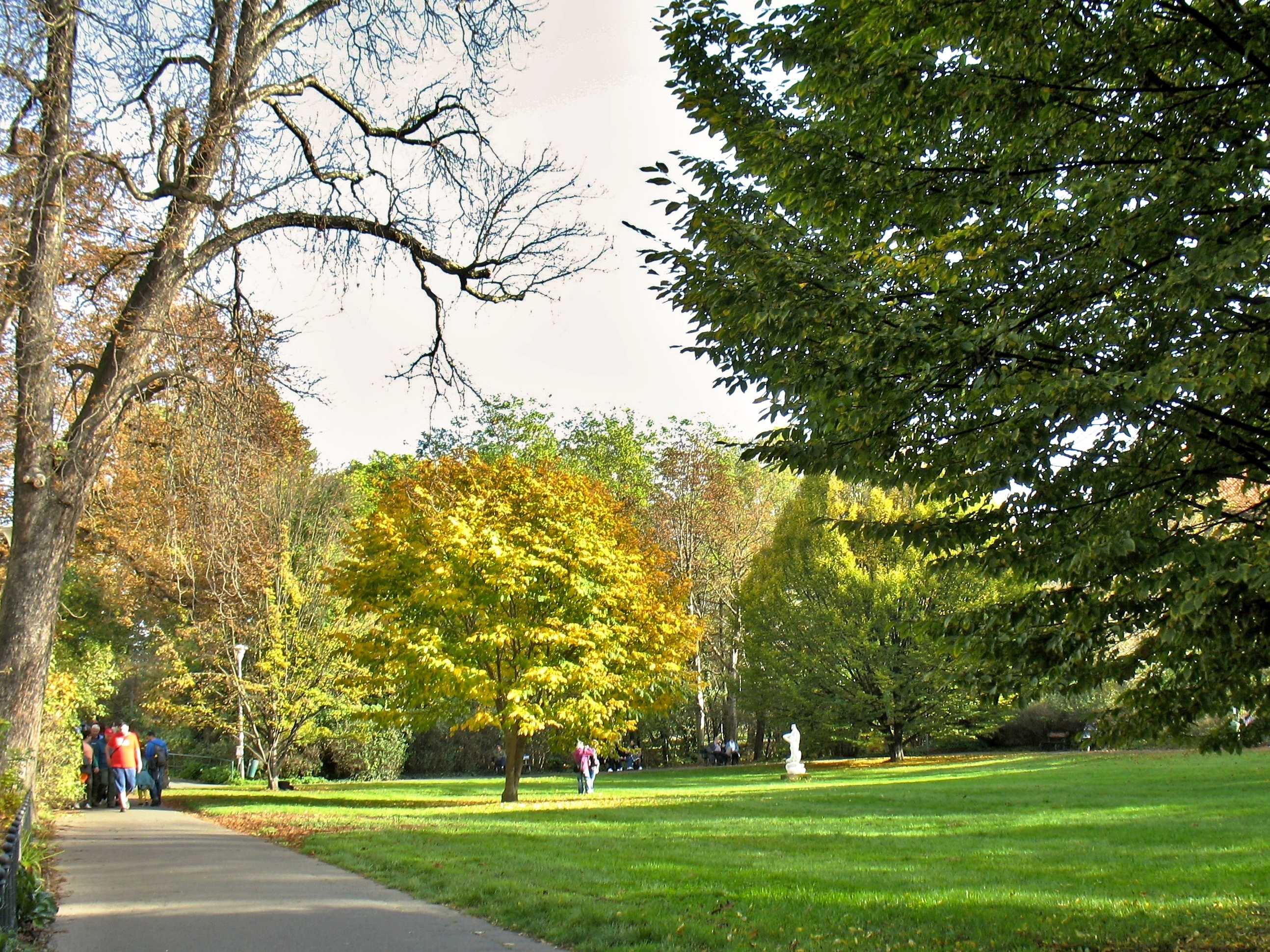
Pohled směrem k Čertovce

## Revitalizace zahrady
Praha 1 představila v roce 2009 investiční záměr revitalizace Kampy a Nosticovy zahrady. Vedle parku Kampa by se měla týkat i Nosticovy zahrady, jež by tak získala zpět svou barokní podobu. Dispozice Nosticovy zahrady by zůstala v podstatě beze změny, pouze na břehu Čertovky je navrženo vybudování intimního zákoutí s lavičkami, které by měl oddělovat od zbytku zahrady živý plot. Ve středu zahrady by měla být umístěna fontána. Přístupové cesty na křížové dispozici budou z kamenných šlapáků v trávě. Ostatní cesty v zahradě budou vydlážděny kamennou dlažbou.

## Rychlé šípy
V Nosticově zahradě se každoročně koná pravidelné setkání Sdružení přátel Jaroslava Foglara.